# Princípios elementares da propaganda de guerra
Princípios elementares da propaganda de guerra (Principes élémentaires de propagande de guerre) é um livro publicado em 2001 da historiadora Anne Morelli, professora da Universidade Livre de Bruxelas e especialista em crítica histórica aplicada à mídia moderna. O subtítulo recomenda sua usabilidade "em caso de guerra fria, quente ou morna" ("Utilisables en cas de guerre froide, chaude ou tiède"). Foi republicado com acréscimos em 2006, e outra edição foi publicada em 2010 para acrescentar ao livro as guerras do Iraque e Afeganistão, junto de uma análise do discurso de Barack Obama no Prêmio Nobel da Paz de 2009, no qual ele foi premiado. Foi traduzido para holandês, italiano, espanhol, alemão, japonês e para o português europeu em 2008, mas não para o português brasileiro.
Os dez "mandamentos" da propaganda que Anne Morelli elabora neste trabalho são, sobretudo, um referencial analítico para fins pedagógicos e de análise midiática. Morelli não quer tomar partido ou defender "ditadores", mas mostrar a regularidade do uso dos dez princípios na mídia e na sociedade:
"Não vou pôr à prova a pureza das intenções de um ou de outro. Não vou descobrir quem está mentindo e quem está dizendo a verdade, quem está acreditando no que diz e quem não está. Minha única intenção é ilustrar os princípios da propaganda que são usados e descrever seu funcionamento" (p. 6).
No entanto, parece inegável para a autora que após as guerras que caracterizam nossa época (Guerra do Kosovo, Segunda Guerra do Golfo, Guerra do Afeganistão, Guerra do Iraque), as democracias ocidentais e seus meios de comunicação devem ser discutidos.
Como mostra Rudolph Walther em sua resenha no Die Zeit, Morelli nesta obra adapta as formas típicas de diversos conteúdos de propaganda às notícias de seu tempo. Ela retoma Falsehood in War-Time, do diplomata trabalhista britânico Arthur Ponsonby, um pacifista hostil à entrada da Grã-Bretanha na guerra em 1914 que contribuiu largamente para o desenvolvimento dos princípios da propaganda de guerra, cuja autora agradeceu em sua publicação por suas contribuições, e La mobilization des consciences. La guerre de 1914, de George Demartial, sobre a propaganda na Primeira Guerra Mundial, sistematiza-os na forma de dez princípios, e os aplica a ambas as guerras mundiais, a guerra nos Balcãs e a guerra no Afeganistão. Quatro dos seguintes princípios, de acordo com Walther, apenas emanam diretamente do princípio de amigo ou inimigo, mentalidade de "nós e eles" e pensamento simplista em termos de preto e branco.

## Conteúdo

### 1. Não queremos guerra, estamos apenas nos defendendo!
Segundo Morelli, os próprios estadistas de todos os países sempre garantiram solenemente que não querem a guerra. As guerras são sempre indesejadas, só muito raramente uma guerra é vista positivamente pela população.
Com o surgimento da democracia, o consentimento da população torna-se indispensável, por isso a guerra deve ser rejeitada e todos devem ser pacifistas de coração, ao contrário da Idade Média, quando a opinião da população era de pouca importância. "Assim, o governo francês mobiliza o exército e anuncia ao mesmo tempo que a mobilização não é uma guerra, mas, ao contrário, a melhor maneira de garantir a paz". "Se todos os líderes são inspirados pela mesma vontade de paz, pode-se perguntar por que as guerras irrompem, afinal". O segundo princípio fornece uma resposta a essa pergunta.

### 2. Nosso adversário é o único responsável por esta guerra!
Morelli afirma que esse princípio decorre do fato de que cada parte assegura ser compelida a declarar guerra para evitar que o adversário "destrua nossos valores, ponha em risco nossa liberdade ou nos destrua por completo". É o paradoxo de uma guerra que é travada para evitar guerras. Isso nos leva quase à frase mítica de George Orwell: "Guerra é paz". De acordo com esse entendimento, os EUA foram forçados a travar uma guerra contra o Iraque, porque o Iraque não lhe deixou outra escolha.
Eles reagem apenas, defendendo-se das provocações do inimigo, que é totalmente responsável pela eclosão da guerra. "Édouard Daladier assegura em seu 'Chamado à Nação' em 3 de setembro de 1939 - assumindo a responsabilidade da França pelas consequências do Tratado de Versalhes: 'A Alemanha já se recusou a responder às pessoas de bom coração neste momento levantaram sua voz pela paz no mundo. (...) Fazemos a guerra porque eles nos forçam'". "Ribbentrop justificou a guerra contra a Polônia dizendo: 'O Führer não quer a guerra. Ele resolve isso com o coração pesado. Mas a decisão sobre guerra e paz não depende dele. Depende da Polônia. Em certas questões vitais para o Reich, a Polônia tem que ceder e cumprir as exigências que não podemos prescindir. Se a Polônia recusar, a responsabilidade pelo conflito é dela e não da Alemanha'" (p. 16 no original francês). No mesmo sentido, em 9 de janeiro de 1991, podemos ler sobre a Guerra do Golfo em Le Soir: "A paz que o mundo inteiro deseja mais do que qualquer outra coisa, não pode ser construída sobre simples concessões a um ato de pirataria". O mesmo vale para a guerra do Iraque, porque antes do início da guerra, em 12 de setembro de 2002 Le Parisien intitulou: "Como Saddam se prepara para a guerra".

### 3. O líder do nosso adversário é inerentemente mau e se assemelha ao diabo
Morelli escreve: "Você não pode odiar um grupo de pessoas completamente, nem mesmo como seus inimigos. Portanto, é mais eficaz direcionar o ódio para a personalidade principal do país inimigo. Assim, 'o inimigo' terá um rosto, e esse rosto naturalmente se tornará objeto de ódio".
Ela comenta: "O vencedor sempre se retratará como um pacifista que ama acordos pacíficos e compreensão mútua, mas é forçado a entrar em guerra pelo campo oposto, como Bush ou Blair fizeram". "O campo inimigo é certamente dirigido por um maníaco, um monstro (Milosevic, Bin Laden, Saddam Hussein), (...) que nos desafia e do qual devemos libertar a humanidade".
O primeiro passo no processo de demonização, segundo Morelli, é a redução de um país inteiro a uma única pessoa, como se ninguém vivesse no Iraque, exceto Saddam Hussein com seus "assustadores" guardas republicanos e suas "assustadoras" armas de massa destruição.
Personalizar os conflitos é típico de uma visão particular da história, segundo a qual a história é feita por heróis, por "grandes pessoas". Anne Morelli rejeita essa visão da história e escreve incansavelmente sobre o que a historiografia oficial esconde. O relato oficial da história é idealista e metafísico na medida em que assume que a história é o resultado de grandes ideias e grandes pessoas. Ela contrapõe essa visão a uma visão dialética e materialista, na qual a história é explicada a partir das relações entre as pessoas e dos movimentos sociais.
O oponente é caracterizado por todos os males concebíveis. Eles vão desde a aparência física até a vida sexual. Assim, Le Vif em L'Express em 8 de abril de 1999 retrata o "terrível Milosevic", ela não cita nenhuma declaração ou documento escrito do "governante de Belgrado", mas destaca suas mudanças anormais de humor, suas explosões mórbidas e brutais de raiva: "Quando fica com raiva, seu rosto fica distorcido. Mas, de repente, ele recupera a compostura". É claro que essa demonização também é usada para outros fins, como todas as ferramentas de propaganda. Pierre Bourdieu, por exemplo, relata que nos Estados Unidos professores universitários que não gostavam da popularidade de Michel Foucault em suas escolas secundárias escreveram livros sobre a vida privada de Foucault. Segundo eles, esse "homossexual masoquista e louco" praticava "práticas sexuais não naturais, escandalosas e inaceitáveis".  Ao desqualificar Foucault como pessoa, eles poderiam se poupar do mais difícil confronto com o pensamento do autor ou com os discursos de uma pessoa política e "refutá-lo" com base em juízos morais.

### 4. Defendemos uma causa nobre, não nossos interesses particulares!
Morelli analisa que os objetivos econômicos e geopolíticos da guerra devem ser mascarados por um ideal, por valores morais e legítimos. Assim, George W. Bush declarou: "Há pessoas que nunca vão entender isso. A luta não é pelo petróleo, a luta é contra a agressão brutal". Le Monde escreveu em 22 de janeiro de 1991: "Os objetivos desta guerra são, antes de tudo, os objetivos do Conselho de Segurança da ONU. Participamos desta guerra pelas razões por trás das decisões do Conselho de Segurança e o objetivo essencialmente é a libertação do Kuwait".
"Em nossas sociedades modernas, diferentemente do tempo de Luís XIV, uma guerra só pode ser iniciada com o consentimento do povo. Gramsci mostrou até que ponto a supremacia cultural e o consentimento às decisões governamentais são necessários. Essa aprovação é fácil de conquistar se as pessoas acreditarem que sua liberdade, suas vidas e sua honra dependem desta guerra".
"Por exemplo, os objetivos da Primeira Guerra Mundial podem ser resumidos em três pontos: 'destruir o militarismo', 'defender os estados menores', e 'preparar o mundo para a democracia'. Esses objetivos muito honrosos vêm sendo repetidos quase literalmente às vésperas de cada conflito, embora não se ajustem ao verdadeiro propósito. (...) É necessário persuadir a opinião pública de que nós, ao contrário de nossos inimigos, vamos à guerra por motivos infinitamente honrosos".
"Para a guerra iugoslava, encontramos o mesmo desvio dos objetivos oficiais dos objetivos não reconhecidos do conflito. (...) A OTAN intervém oficialmente para preservar a natureza multiétnica do Kosovo e para evitar que as minorias sejam abusadas, para estabelecer a democracia e, assim, acabar com o governo de um ditador. É pela defesa das sagradas preocupações dos direitos humanos. Mas não é apenas no final desta guerra que você pode ver que nenhum desses objetivos foi alcançado: você se afastou notavelmente de uma sociedade multiétnica e da não-violência contra minorias, desta vez sérvios e ciganos; essa violência faz parte da vida cotidiana, mas você percebe que os objetivos econômicos e geopolíticos que nunca foram mencionados foram alcançados".
Morelli acrescenta: “O princípio tem um complemento: que o inimigo é um monstro sanguinário que representa uma sociedade bárbara”.

### 5. O inimigo está cometendo atrocidades propositalmente; se estamos cometendo erros isso acontece sem intenção
Morelli sustenta que as histórias sobre as atrocidades do inimigo são um elemento essencial da propaganda. As crueldades fazem parte de todas as guerras. Mas insistir na visão de que apenas o inimigo cometeu atrocidades e que o exército "humanitário" era amado pela população faz com que histórias de atrocidades façam parte da propaganda.
Além disso, continua Morelli, a propaganda de guerra não se contenta com os incidentes reais, ela precisa inventar atrocidades desumanas para fazer o inimigo parecer o alter ego de Hitler.
Ela quase não vê diferenças na forma como as atrocidades são descritas em diferentes guerras. Para o período da Primeira Guerra Mundial, Ponsonby retrata a prestação de estupro coletivo, assassinato, maus-tratos e mutilação de crianças por soldados alemães. Morelli mostra como são semelhantes os relatos de guerras no Iraque, Afeganistão e Kosovo.

### 6. O inimigo faz uso de armas ilegais
Morelli vê este princípio como um complemento ao anterior. "Não cometemos atrocidades mas, pelo contrário, vamos guerrear com cavalheirismo, seguindo as regras, como num concurso, claro, são regras duras e masculinas". Houve protestos furiosos na Primeira Guerra Mundial contra o uso de gás venenoso. Cada parte em conflito acusou a outra de tê-la iniciado. Embora ambos usassem o gás como arma e estivessem fazendo pesquisas nesse campo, era a expressão simbólica da guerra desumana. Portanto, conclui Morelli, foi atribuída ao inimigo como arma indecente e enganosa.

### 7. Sofremos poucas perdas, as perdas do inimigo são consideráveis
Morelli explica esse princípio ou mandamento da seguinte forma: "Com raras exceções, as pessoas tendem a se unir à causa vitoriosa. No caso da guerra, a preferência da opinião pública depende muito dos resultados aparentes do conflito. Se os resultados não forem bons, a propaganda deve disfarçar nossas perdas e exagerar as do inimigo".
Ela cita o fato de que já na Primeira Guerra Mundial as perdas se acumularam no primeiro mês e subiram para 313 mil baixas. Mas o Comando Supremo nunca relatou a perda de um cavalo e não publicou uma lista dos mortos.
Morelli vê a guerra do Iraque como outro exemplo da proibição da publicação de fotografias de caixões de soldados americanos. As perdas do inimigo, no entanto, foram gigantescas, seu exército não ofereceu resistência. "Esse tipo de informação eleva o moral em ambos os campos e torna a opinião pública convencida da eficácia do conflito".

### 8. Intelectuais e artistas reconhecidos apoiam nossa causa
Morelli afirma que, desde a Primeira Guerra Mundial, os intelectuais apoiaram massivamente seu próprio campo. Cada partido de guerra contou com o apoio de artistas, escritores e músicos que apoiaram as preocupações de seus países por meio de iniciativas em seus campos de atuação.
Ela se refere a caricaturistas que ela acha que são usados para justificar a guerra e retratar o "açougueiro" e suas atrocidades, enquanto outros com sua câmera na mão produzem documentos emocionantes sobre refugiados albaneses, selecionando cuidadosamente aqueles que são mais semelhantes ao público, como a linda criança albanesa loira com saudades de casa, que deveria nos lembrar das vítimas albanesas.
Em todos os lugares, escreve Morelli, "manifestos" são publicados. O Manifesto dos Cem, visando apoiar a França na Primeira Guerra Mundial, foi assinado por André Gide, Claude Monet, Claude Debussy e Paul Claudel. Mais próximo do presente está o Manifesto dos 12 contra o "novo totalitarismo" do islamismo. Esses grupos de intelectuais, artistas e personalidades ilustres justificam as ações de seu respectivo poder estatal.

### 9. Nossa causa é sagrada
Esse critério é entendido por Morelli de duas maneiras diferentes: no sentido literal, a guerra se apresenta como uma cruzada, respaldada por uma missão divina. Não se deve fugir da vontade de Deus, deve-se cumpri-la. Essa visão ganhou nova importância desde que George W. Bush assumiu o cargo, afirma Morelli. A guerra do Iraque aparece nesta visão como uma cruzada contra o "eixo do mal", como a "luta do bem contra o mal". É visto como um dever levar a democracia ao Iraque, um valor que brotou diretamente da vontade de Deus. A guerra era, portanto, a realização da vontade divina. As decisões políticas assumem um caráter bíblico que elimina todas as questões sociais e econômicas. A referência a Deus é feita de várias maneiras (In God We Trust ["Em Deus nós confiamos"], God Save the Queen ["Deus salve a Rainha"], Gott mit uns ["Deus conosco"], ...) e serve para justificar as ações do soberano sem qualquer chance de contradição.

### 10. Quem duvida da nossa propaganda ajuda o inimigo e é um traidor
Este último princípio complementa todos os outros, explica Morelli. Quem questiona apenas um dos princípios é necessariamente um colaborador. Existem apenas duas áreas, boas e ruins. Você só pode ser a favor ou contra o mal. Os opositores da guerra do Kosovo são, portanto, cúmplices de Milošević. Grupos inteiros são considerados antiamericanos, Pierre Bourdieu, Régis Debray, Serge Halimi, Noam Chomsky ou Harold Pinter. A "família pacifista" inclui Gisèle Halimi, Renaud, Abbé Pierre... e seus órgãos de imprensa, ou seja, Le Monde Diplomatique e o PCF.
Assim, diz Morelli, fica impossível emitir opinião divergente sem correr o risco de um "processo de linchamento da mídia". O pluralismo normal de opiniões não existe mais, toda oposição é silenciada e desacreditada por falsos argumentos.
Segundo Morelli, esse procedimento foi aplicado novamente na guerra do Iraque, embora o público mundial estivesse muito mais dividido do que no conflito de Kosovo. Ser contra a guerra significava defender Saddam Hussein. O mesmo desenho foi utilizado num contexto completamente diferente, nomeadamente durante a votação da Constituição Europeia. Ser contra a Constituição significava ser contra a Europa.

## Comentários e recepção
O jornalista alemão Rudolf Walther elogia o arcabouço teórico de Morelli: Em sua opinião, a publicação de Morelli funciona como um "instrumento intelectual" para qualquer leitor de jornal ou telespectador para "examinar e criticar a propaganda imposta pela mídia moderna". Com muitas evidências de todos os grandes conflitos desde a Primeira Guerra Mundial, Morelli examinou os mecanismos das partes em conflito, com os quais eles conseguem apresentar seu ponto de vista como uma causa justa. Morelli, resumiu sucintamente os fundamentos de Ponsonby e Georges Demartial.
Jochen Stöckmann é mais crítico da investigação de Morelli. Ele acha surpreendente "que Morelli não descreva como as engrenagens da mídia se entrelaçam, ela não pesquisa os mecanismos e detalhes, mas argumenta exclusivamente com citações, baseando sua crítica nos próprios produtos da propaganda. Esse tipo de crítica superficial do A mídia há muito se tornou parte integrante da máquina de infoentretenimento, sustenta Stöckman. Para aqueles que são tão "iluminados", mas na verdade bastante endurecidos à crítica, cada reportagem de guerra deve parecer propaganda, desde que não seja baseada em uma atitude pacifista Morelli deveria ter esclarecido a situação confusa, insiste Stockmann, em vez de apenas recomendar a 'dúvida sistemática' como um 'antídoto'. Mas é provável que sua eficácia se esgote rapidamente, pois o historiador vê quase todas as notícias contaminadas pelos produtos venenosos do modo correto de pensar que são derramados pela mídia todos os dias.
Em sua resenha ao H-Soz-Kult em 29 de junho de 2005, Lars Klein da Universidade de Göttingen escreve depois de elogiar a relevância do tópico e a utilidade de sua análise, Morelli não esclarece se a própria mídia está agindo de forma independente , se seguem interesses políticos ou comerciais e se abusam conscientemente ou apenas irrefletidamente da "boa fé" dos cidadãos. "Precisamente porque ela usa todo o décimo capítulo [...] para mostrar o quão importante a mídia mantém seu 'próprio lado', explicações mais claras e adicionais seriam desejáveis."